# Rada
Rada je žensko osebno ime.

## Izpeljanke imena
- Ženske oblike imena: Radana, Radenka, Radeja, Radejka, Radica, Radija, Radijana, Radika, Radmila, Radmilka, Radina, Radinka, Radisava, Radislava, Radka, Radojka, Radomira, Radomirka, Radosava, Radoslava, Radonka, Radovanka, Raduša, Raduška.
- Moška oblika imena: Rado.

## Izvor imena
Ime Rada je lahko ženska oblika moškega osebnega imena Rado ali pa skrajšana oblika zloženih ženskih imen , ki imajo sestavino rad npr. Radmira, Radoslava. Večina sedanjih različic imena Rada je prišlo k nam s priseljenkami s hrvaškega ali srbskega jezikovnega področja in ga večinoma uporabljajo tudi njihove potomka. Seveda pa so imena s sestavino rad imeli tudi že stari Slovenci, kar je razvidno pri imenu Rado.

## Pogostost imena
Po podatkih Statističnega urada Republike Slovenije je bilo na dan 31. decembra 2007 v Sloveniji 272 oseb z imenom Rada. Ostale oblike imena, ki so bile na ta dan tudi v uporabi: Radana(39), Radica(57), Radmila(543), Radenka(41), Radinka(36), Radija(5),Radislava(37), Radka(7),Radomirka(7), Radosava(35), Radoslava(44) in Radovanka(8).

## Osebni praznik
Koledarsko je ime Rada uvrščeno k imenu Rado, god praznuje 25. julija.